# Districtul Nový Jičín
Districtul Nový Jičín (în limba cehă: Okres Nový Jičín; în germană: Neutitschein) este un district situat în regiunea Moravia-Silezia, Cehia. Ca întindere, districtul ar corespunde cu mărimea medie a unui district din Germania.
Din ianuarie 2003, orașul Klimkovice și comunele Olbramice, Vřesina și Zbyslavice, aparțin de districtul Okres Ostrava-město. Districtul Nový Jičín se află în sudul regiunii industriale Ostrava. Ocupă o suprafață de 882 km², fiind unul dintre districtele mici ale Cehiei.
Pe teritoriul său se află 53 de localități, dintre care 9 orașe. Procentual suprafața agricolă a districtului este de circa 65 %, iar populația acestuia este de populație de 152.000 loc. Regiunea este bogată în resurse naturale, dintre care predomină materialul de construcții și cărbunele. În orașe există o industrie bine dezvoltată a construcțiilor de mașini.

## Orașe și comune
Albrechtičky (Kleinolbersdorf) - Bartošovice (Partschendorf) - Bernartice nad Odrou (Barnsdorf) - Bílov (Bielau) - Bílovec (Wagstadt) - Bítov (Bittau) - Bordovice (Bordowitz) - Bravantice (Brosdorf) - Frenštát pod Radhoštěm (Frankstadt unterm Radhost) - Fulnek - Heřmanice u Oder (Großhermsdorf) - Heřmánky (Kleinhermsdorf) - Hladké Životice (Seitendorf b. Zauchtel) - Hodslavice (Hotzendorf) - Hostašovice (Hostaschowitz) - Jakubčovice nad Odrou (Jogsdorf) - Jeseník nad Odrou (Deutsch Jaßnik) - Jistebník (Stiebnig) - Kateřinice (Kattendorf) - Kopřivnice (Nesselsdorf) - Kujavy (Klantendorf) - Kunín (Kunewald) - Lichnov (Lichnau) - Luboměř (Laudmer) - Mankovice (Mankendorf) - Mořkov (Murk) - Mošnov (Engelswald) - Nový Jičín (Neutitschein) - Odry (Odrau) - Petřvald (Großpeterswald) - Příbor (Freiberg i. Mähren) - Pustějov (Petrowitz b. Botenwald) - Rybí (Reimlich) - Sedlnice (Sedlnitz) - Skotnice (Köttnitz) - Slatina (Schlatten) - Spálov (Sponau) - Starý Jičín (Alttitschein) - Studénka (Stauding) - Suchdol nad Odrou (Zauchtel) - Šenov u Nového Jičína (Schönau b. Neutitschein) - Štramberk (Strahlenberg) - Tichá (Tichau) - Tísek (Zeiske) - Trnávka (Trnawka) - Trojanovice (Troyersdorf) - Velké Albrechtice (Großolbersdorf) - Veřovice (Wernsdorf) - Vražné (Petersdorf b. Odrau) - Vrchy (Waltersdorf) - Závišice (Sawersdorf) - Ženklava (Senftleben) - Životice u Nového Jičína (Seitendorf b. Neutitschein)